# Ulosa longimycalostilifera
Ulosa longimycalostilifera är en svampdjursart som beskrevs av Mothes, Hajdu, Lerner och van Soest 2004. Ulosa longimycalostilifera ingår i släktet Ulosa och familjen Esperiopsidae.
Artens utbredningsområde är havet utanför Brasilien. Inga underarter finns listade i Catalogue of Life.